# Orlando Solar Bears (2012–)
Orlando Solar Bears är ett amerikanskt professionellt ishockeylag som spelar i den nordamerikanska ishockeyligan ECHL sedan 2012. Det har dock redan funnits en till upplaga av Orlando Solar Bears som spelade i International Hockey League (IHL) mellan 1995 och 2001, när IHL lades ner. Sedan 2017 ägs laget av RDV Sports, som även äger basketorganisationen Orlando Magic (NBA) och tidigare bland annat Orlando Miracle (WNBA) och den första upplagan av Solar Bears. De spelar sina hemmamatcher i inomhusarenan Amway Center, som har en publikkapacitet på 17 353 åskådare vid ishockeyarrangemang, i Orlando i Florida. Laget har ett samarbete med Tampa Bay Lightning i NHL och Syracuse Crunch i AHL. Solar Bears har inte vunnit någon Kelly Cup, som är trofén till det lag som vinner ECHL:s slutspel.
Spelare som har spelat för dem är bland andra Akim Aliu, J.T. Barnett, David Broll, B.J. Crombeen, John Curry, Christopher Gibson, Matt Hackett, Cal Heeter, Kasimir Kaskisuo, Darcy Kuemper, Jacob Lagacé, Chad LaRose, Mike Liambas, Mason Marchment, Carson McMillan, Ryan Reaves, Jack Rodewald, Yann Sauvé, Mackenzie Skapski, Garret Sparks och Hannu Toivonen.